# Pressure (chanson de Paramore)
Pour les articles homonymes, voir Pressure.
Singles de Paramore
Emergency
Pistes de All We Know Is Falling
All We Know Emergency
Pressure est le premier single de Paramore, qui apparaît sur l'album All We Know Is Falling, sorti le 31 juillet 2005 aux États-Unis et le 22 avril 2006 au Royaume-Uni.
Le single arrive jusqu'à la 2e place du Billboard Hot 100.
Dans le clip vidéo réalisé par Shane Drake, Paramore joue tout d'abord dans une salle pleine de tuyaux d'eau fuyants, accompagnés de jauges de pression.
On y voit également un garçon et une fille voulant se retrouver mais n'y arrivant pas à cause de leur travail qui font monter la pression sur leurs épaules, d'où le nom de la chanson : Pressure et le refrain : I can feel the pressure (en français : Je ressens la pression).

Par ailleurs le garçon travaille dans un restaurant rapide et la fille est mannequin.
Cette chanson apparait dans Les Sims 2 sorti sur Playstation 2.